# Aldenhoven (Jüchen)
Aldenhoven ist ein östlicher Ortsteil der Stadt Jüchen im nordrhein-westfälischen Rhein-Kreis Neuss.

## Lage

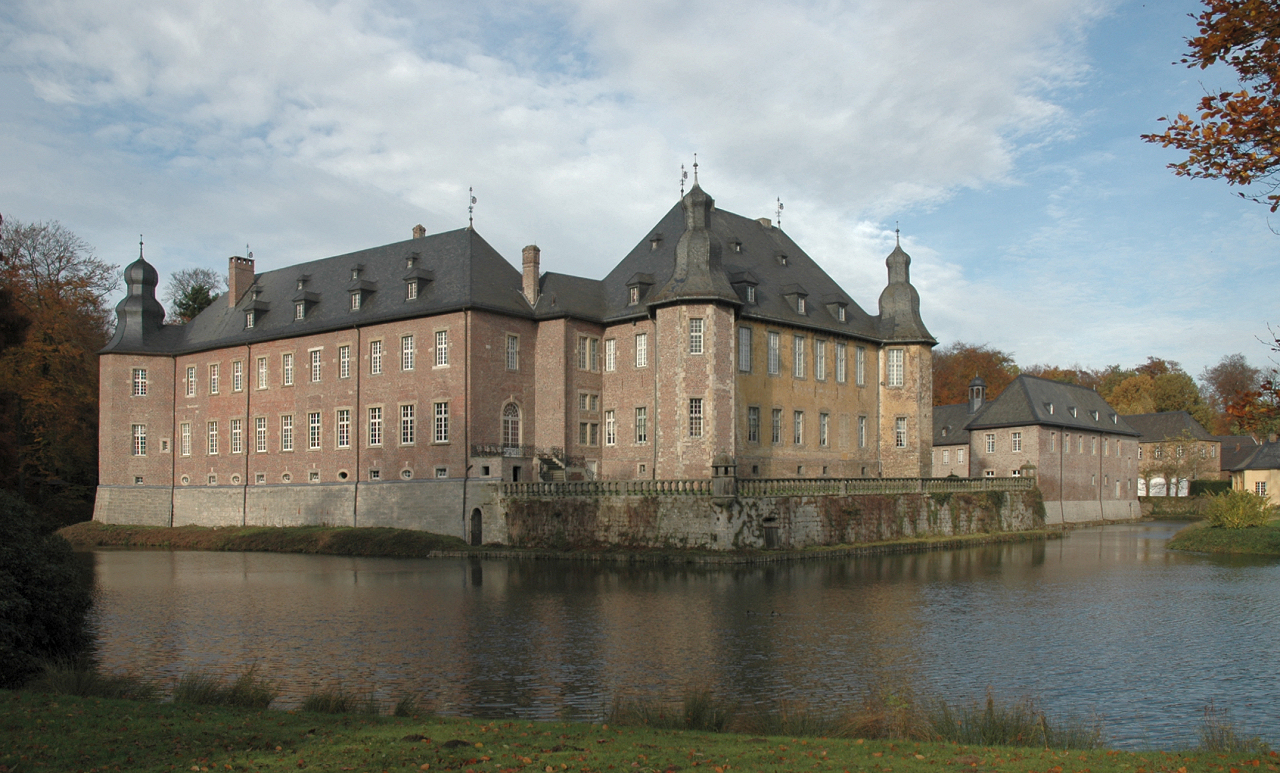
Schloss Dyck

Aldenhoven grenzt im Osten an den Jüchener Bach sowie die Dycker Mühle. Südlich von Aldenhoven folgt als nächster Ort Bedburdyck. Am nordwestlichen Ortsausgang liegt das Schloss Dyck.

## Geschichte
Aldenhoven gehörte seit dem Mittelalter zur Reichsherrschaft Dyck. 1794 wurde der Ort von französischen Revolutionstruppen besetzt. Aldenhoven wurde nun ein Teil der Mairie Bedburdyck im Kanton Elsen im Arrondissement de Cologne im Département de la Roer. Seit 1815 gehörte Aldenhoven zur Bürgermeisterei Bedburdyck. Im Jahre 1885 lebten in dem als Dorf bezeichneten Aldenhoven 412 Menschen. 1894 gehörte Aldenhoven zum Amtsgericht und Kreis Grevenbroich und zur Post Hemmerden (heute Stadtteil von Grevenbroich). Seit dem 1. Januar 1975 ist Aldenhoven ein Teil von Jüchen.

### Religion
Die Kapellengemeinde Heilig Geist Aldenhoven gehört zur römisch-katholischen Pfarrei St. Martinus Bedburdyck.

## Verkehr
Die nächste Anschlussstelle ist Grevenbroich-Kapellen auf der A 46. Die nächsten Bahnstationen sind Kapellen-Wevelinghoven an der Bahnstrecke Düren–Neuss und Jüchen an der Bahnstrecke Köln–Mönchengladbach.